# Golden Globe de la meilleure chanson originale

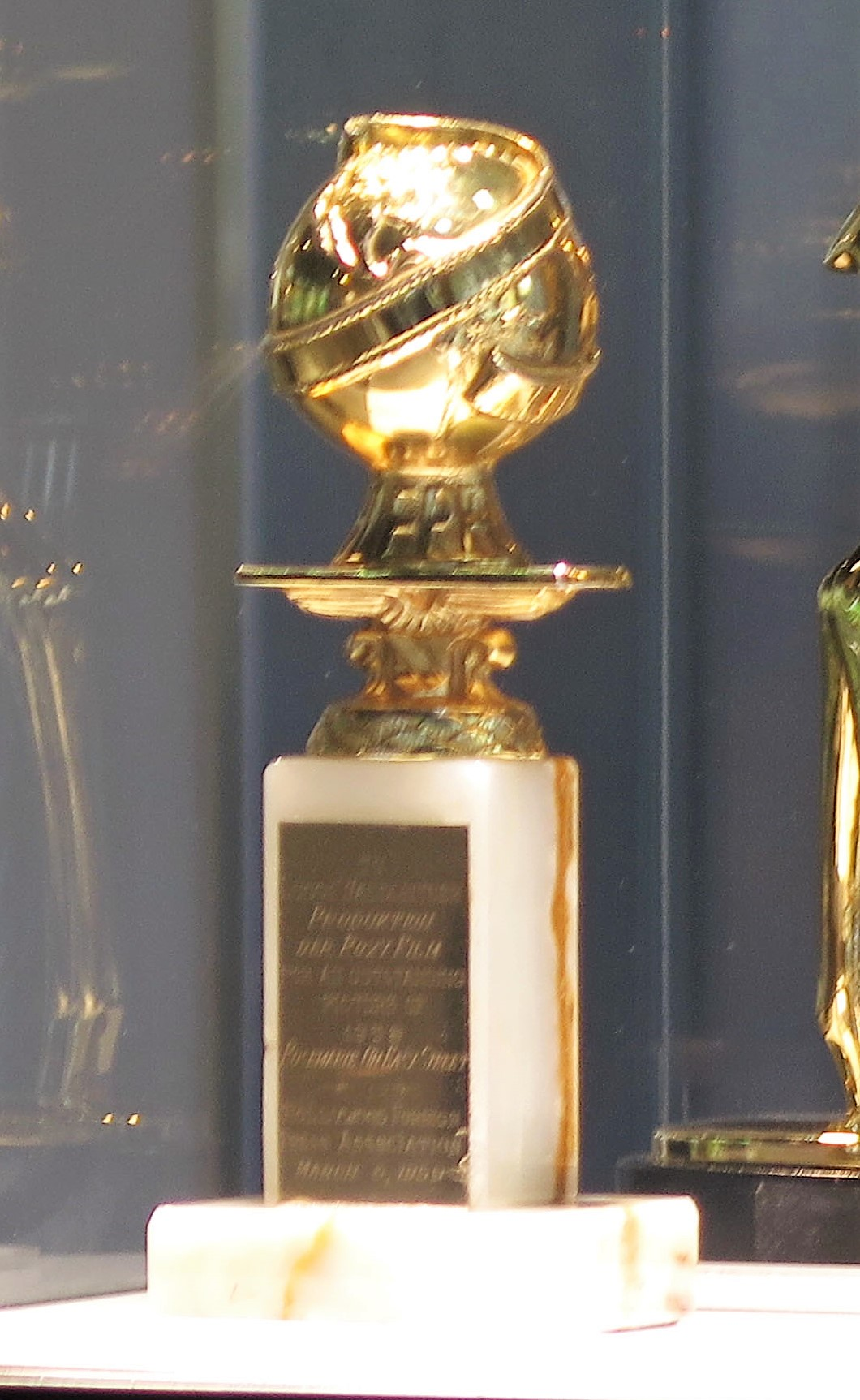
Trophée du Golden Globe

Le Golden Globe de la meilleure chanson originale (Golden Globe Award for Best Original Song) est une récompense cinématographique décernée annuellement depuis 1962 par la Hollywood Foreign Press Association.

## Palmarès
Note : le symbole « ♕ » rappelle le lauréat de l'Oscar de la meilleure chanson originale la même année.

### Années 1960
- 1962 : Ville sans pitié (Town Without Pity) : Town Without Pity
- 1965 : Circus World par Dimitri Tiomkin – Le Plus Grand Cirque du monde (Circus World)
  - Sunday In New York interprétée par Mel Tormé[1] – Un dimanche à New York (Sunday In New York)
  - Dear Heart interprétée par Chorus – Dear Heart
  - From Russia with Love interprétée par Matt Monro – Bons baisers de Russie (From Russia With Love)
  - Where Love Has Gone interprétée par Jack Jones – Rivalités (Where Love Has Gone)
- 1966 : Forget Domani interprétée par Katyna Ranieri – La Rolls-Royce jaune (The Yellow Rolls-Royce)
  - That Funny Feeling interprétée par Bobby Darin – Chambre à part (That Funny Feeling)
  - The Ballad Of Cat Ballou interprétée par Stubby Kaye et Nat King Cole – Cat Ballou (Cat Ballou)
  - The Shadow Of Your Smile interprétée par Jack Sheldon – Le Chevalier des sables (The Sandpiper)
  - The Sweetheart Tree interprétée par Natalie Wood[2] – La Grande Course autour du monde (The Great Race)
- 1967 : Strangers in the Night interprétée par Frank Sinatra – D pour danger (A Man Could Get Killed)
  - Born Free interprétée par Matt Monro – Vivre libre (Born Free)
  - Alfie interprétée par Cher – Alfie le dragueur (Alfie)
  - Un homme et une femme interprétée par Nicole Croisille et Pierre Barouh – Un homme et une femme
  - Georgy Girl interprétée par The Seekers – Georgy Girl
- 1968 : If Ever I Should Leave You interprétée par Gene Merlino – Camelot
  - Thoroughly Modern Millie interprétée par Julie Andrews – Millie (Thoroughly Modern Millie)
  - Talk to the Animals interprétée par Rex Harrison – L'Extravagant Docteur Dolittle (Doctor Dolittle)
  - Please Don't Gamble with Love par Jerry Styner, Guy Hemric – Ski Fever
  - Des ronds dans l'eau interprétée par Annie Girardot et Nicole Croisille – Vivre pour vivre
- 1969 : The Windmills Of Your Mind interprétée par Noel Harrison – L'Affaire Thomas Crown (The Thomas Crown Affair) ♕
  - Buona Sera, Mrs. Campbell interprétée par Jimmy Roselli – Buona sera Madame Campbell (Buona Sera, Mrs. Campbell)
  - Chitty Chitty Bang Bang interprétée par Dick Van Dyke, Heather Ripley, Adrian Hall et Sally Ann Howes – Chitty Chitty Bang Bang
  - Funny Girl interprétée par Barbra Streisand – Funny Girl
  - Star! interprétée par Julie Andrews – Star!

### Années 1970
- 1970 : Jean interprétée par Rod McKuen – Les Belles Années de miss Brodie (The Prime of Miss Jean Brodie)
  - Raindrops Keep Fallin' on My Head interprétée par B. J. Thomas – Butch Cassidy et le Kid (Butch Cassidy and the Sundance Kid)
  - The Time for Love Is Any Time interprétée par Sarah Vaughan – Fleur de cactus (Cactus Flower)
  - Goodbye, Columbus interprétée par Jerry Yester – Goodbye Columbus
  - What Are You Doing the Rest of Your Life interprétée par Michael Dees – The Happy Ending
  - Stay interprétée par Sergio Franchi – Le Secret de Santa Vittoria (The Secret of Santa Vittoria)
  - True Grit interprétée par Glen Campbell – Cent dollars pour un shérif (True Grit)
- 1971 : Whistling Away the Dark interprétée par Julie Andrews – Darling Lili
  - Ballad of Little Fauss and Big Halsey interprétée par Johnny Cash – L'Ultime Randonnée (Little Fauss and Big Halsy)
  - Pieces of Dreams interprétée par Miss Peggy Lee – Pieces of Dreams
  - Thank You Very Much interprétée par Anton Rodgers et Albert Finney – Scrooge
  - Till Love Touches Your Life interprétée par Richard Williams et Jan Daley – Madron
- 1972 : Life Is What You Make It de Marvin Hamlisch et Johnny Mercer – Kotch
  - Rain Falls Anywhere It Wants To. de Laurence Rosenthal et Alan et Marilyn Bergman – The African Elephant
  - Something More. interprétée par Carlton Dinnall – Honky
  - Long Ago Tomorrow interprétée par B. J. Thomas – The Raging Moon
  - Theme from Shaft interprétée par Isaac Hayes – Les Nuits rouges de Harlem (Shaft)
- 1973 : Ben interprétée par Michael Jackson – Ben
  - The Morning After interprétée par Carol Lynley – L'aventure du Poséidon (The Poseidon Adventure)
  - Dueling Banjos interprétée par Eric Weissberg – Délivrance (Déliverance)
  - Carry Me interprétée par Steve Adler – Butterflies Are Free
  - Take Me Home interprétée par Renée Armand – Molly and Lawless John
  - Marmalade, Molasses and Honey interprétée par Andy Williams – Juge et Hors-la-loi (The Life and Times of Judge Roy Bean)
  - Mein Herr interprétée par Liza Minnelli – Cabaret
  - Money, Money interprétée par Liza Minnelli et Joel Grey – Cabaret
- 1974 : The Way We Were interprétée par Barbra Streisand – Nos plus belles années (The Way We Were) ♕
  - Lonely Looking Sky interprétée par Neil Diamond – Jonathan Livingston le goéland (Jonathan Livingston Seagull)
  - Breezy's Song interprétée par Anne Murray – Breezy
  - Rosa interprétée par Yehoram Gaon – Kazablan
  - Send a Little Love My Way interprétée par Anne Murray – L'Or noir de l'Oklahoma (Oklahoma Crude)
  - All That Love Went to Waste interprétée par Madeline Bell – Une maîtresse dans les bras, une femme sur le dos (A Touch of Class)
- 1975 : Benji's Theme (I Feel Love) interprétée par Charlie Rich – Benji
  - I Never Met a Rose interprétée par Richard Kiley – Le Petit Prince (The Little Prince)
  - On and On interprétée par Gladys Knight & The Pips – Claudine
  - Sail the Summer Winds interprétée par Lyn Paul – The Dove
  - We May Never Love Like This Again interprétée par Maureen McGovern – La Tour infernale (The Towering Inferno)
- 1976 : I'm Easy interprétée par Keith Carradine – Nashville ♕
  - How Lucky Can You Get interprétée par Barbra Streisand – Funny Lady
  - Richard's Window interprétée par Olivia Newton-John – Un jour, une vie (The Other Side of the Mountain)
  - My Little Friend interprétée par Ray Conniff – Le Tigre de papier (Paper Tiger)
  - Now That We're in Love interprétée par Steve Lawrence – L'Infirmière de la compagne casse-cou (Whiffs)
- 1977 : Evergreen (Love Theme from A Star Is Born) interprétée par Barbra Streisand – Une étoile est née (A Star Is Born) ♕
  - (Theme from) Car Wash interprétée par Rose Royce – Car Wash
  - Bugsy Malone interprétée par Paul Williams – Bugsy Malone
  - Hello and Goodbye interprétée par Jill Ireland – C'est arrivé entre midi et trois heures (From Noon Till Three)
  - I'd Like to Be You for a Day interprétée par Barbara Harris et Jodie Foster – Un vendredi dingue, dingue, dingue (Freaky Friday)
  - So Sad the Song interprétée par Gladys Knight – Pipe Dreams
- 1978 : You Light Up My Life interprétée par Kacey Cisyk – Un petit mélo dans la tête (You Light Up My Life) ♕
  - Down, Deep Inside interprétée par Donna Summer – Les Grands Fonds (The Deep)
  - Nobody Does It Better interprétée par Carly Simon – L'Espion qui m'aimait (The Spy Who Loved Me)
  - New York, New York interprétées par Liza Minnelli – New York, New York
  - How Deep Is Your Love interprétées par The Bee Gees – La Fièvre du samedi soir (Saturday Night Fever)
- 1979 : Last Dance interprétée par Donna Summer – Dieu merci, c'est vendredi (Thank God It's Friday) ♕
  - Ready to Take a Chance Again interprétée par Barry Manilow – Drôle d'embrouille (Foul Play)
  - Grease interprétée par Frankie Valli – Grease
  - You're the One That I Want interprétée par John Travolta et Olivia Newton-John – Grease
  - The Last Time I Felt Like This interprétée par Johnny Mathis et Jane Olivor – Même heure, l'année prochaine (Same Time, Next Year)

### Années 1980
- 1980 : The Rose interprétée par Bette Midler – The Rose
  - Better Than Ever interprétée par Candice Bergen – Merci d'avoir été ma femme (Starting Over)
  - The Main Event interprétée par Barbra Streisand – Tendre Combat (The Main Event)
  - Rainbow Connection interprétée par Jim Henson – Les Muppets, le film (The Muppet Movie)
  - Theme from Ice Castles (Through the Eyes of Love) interprétée par Melissa Manchester – Château de rêves (Ice Castles)
- 1981 : Fame interprétée par Irene Cara – Fame ♕
  - Call Me interprétée par Blondie – American Gigolo
  - Love on the Rocks interprétée par Neil Diamond – Le Chanteur de jazz (The Jazz Singer)
  - Nine to Five interprétée par Dolly Parton – Comment se débarrasser de son patron (Nine to Five)
  - Yesterday's Dreams interprétée par Johnny Mathis – Falling in Love Again
- 1982 : Arthur's Theme (Best That You Can Do) interprétée par Christopher Cross – Arthur ♕
  - Endless Love interprétée par Lionel Richie – Un amour infini (Endless Love) ♙
  - For Your Eyes Only interprétée par Sheena Easton – Rien que pour vos yeux (For Your Eyes Only) ♙
  - It's Wrong For Me To Love You interprétée par Pia Zadora – Butterfly
  - One More Hour interprétée par Randy Newman – Ragtime
- 1983 : Up Where We Belong interprétée par Joe Cocker et Jennifer Warnes – Officier et Gentleman (An Officer and a Gentleman) ♕
  - If We Were In Love interprétée par Luciano Pavarotti – Yes, Giorgio ♙
  - Making Love interprétée par Roberta Flack – Making Love
  - Cat People (Putting Out Fire) interprétée par David Bowie – La Féline (Cat People)
  - Eye of the Tiger interprétée par Survivor – Rocky 3 (Rocky III) ♙
- 1984 : Flashdance... What a Feeling interprétée par Irene Cara – Flashdance ♕
  - Maniac interprétée par Michael Sembello – Flashdance ♙
  - Far from Over interprétée par Frank Stallone – Staying Alive
  - Over You interprétée par Betty Buckley – Tendre Bonheur (Tender Mercies) ♙
  - The Way He Makes Me Feel interprétée par Barbra Streisand – Yentl ♙
- 1985 : I Just Called to Say I Love You interprétée par Stevie Wonder – La Fille en rouge (The Woman in Red) ♕
  - Footloose interprétée par Kenny Loggins – Footloose ♙
  - Ghostbusters interprétée par Ray Parker Jr. – SOS Fantômes (Ghostbusters) ♙
  - No More Lonely Nights interprétée par Paul McCartney – Give My Regards to Broad Street
  - Against All Odds (Take a Look at Me Now) interprétée par Phil Collins – Contre toute attente (Against All Odds) ♙
  - When Doves Cry interprétée par Prince – Purple Rain
- 1986 : Say You, Say Me interprétée par Lionel Richie – Soleil de nuit (White Nights) ♕
  - The Power of Love interprétée par Huey Lewis – Retour vers le futur (Back to the Future) ♙
  - We Don't Need Another Hero interprétée par Tina Turner – Mad Max : Au-delà du dôme du tonnerre (Mad Max: Beyond Thunderdome)
  - A View to a Kill interprétée par Duran Duran – Dangereusement vôtre (A View to a Kill)
  - Rhythm of the Night interprétée par DeBarge – Le Dernier dragon (The Last Dragon)
- 1987 : Take My Breath Away interprétée par Berlin – Top Gun ♕
  - Glory of Love interprétée par Peter Cetera – Karaté Kid : Le Moment de vérité 2 (The Karate Kid, Part II) ♙
  - Life in a Looking Glass interprétée par Tony Bennett – That's Life! ♙
  - Somewhere Out There interprétées par Phillip Glasser et Betsy Cathcart – Fievel et le Nouveau Monde (An American Tail) ♙
  - They Don't Make Them Like They Used to interprétée par Kenny Rogers – Coup double (Tough Guys)
  - Sweet Freedom interprétée par Michael McDonald – Deux flics à Chicago (Running Scared)
- 1988 : (I've Had) The Time of My Life interprétées par Bill Medley et Jennifer Warnes – Dirty Dancing ♕
  - The Secret of My Success interprétée par Night Ranger[3] – Le Secret de mon succès (The Secret of My Success)
  - Shakedown interprétée par Bob Seger – Le Flic de Beverly Hills 2 (Beverly Hills Cop II) ♙
  - Who's That Girl écrite par Madonna et Patrick Leonard, interprétée par Madonna – Who's That Girl
  - Nothing's Gonna Stop Us Now interprétée par Starship – Mannequin ♙
- 1989 : (ex æquo) Let the River Run interprétée par Carly Simon – Working Girl ♕ et Two Hearts interprétée par Phil Collins – Buster ♙
  - Kokomo interprétée par The Beach Boys – Cocktail
  - Twins interprétée par Philip Bailey et Little Richard – Jumeaux (Twins)
  - When a Woman Loves a Man interprétée par Joe Cocker – Duo à trois (Bull Durham)
  - Why Should I Worry interprétée par Billy Joel – Oliver et Compagnie (Oliver & Company)

### Années 1990
- 1990 : Under the Sea interprétée par Samuel E. Wright – La Petite Sirène (The Little Mermaid) ♕
  - After All (en) interprétée par Cher et Peter Cetera – Le Ciel s'est trompé (Chances Are)
  - The Girl Who Used to Be Me interprétée par Patti Austin – Shirley Valentine
  - I Love to See You Smile interprétée par Randy Newman – Portrait craché d'une famille modèle (Parenthood)
  - Kiss the Girl interprétée par Samuel E. Wright – La Petite Sirène (The Little Mermaid)
- 1991 : Blaze of Glory interprétée par Bon Jovi – Young Guns 2 (Young Guns II)
  - I'm Checkin' Out interprétée par Meryl Streep et Blue Rodeo – Bons baisers d'Hollywood (Postcards from the Edge)
  - Promise Me You'll Remember interprétée par Harry Connick Jr. – Le Parrain 3 (Mario Puzo's The Godfather: Part III)
  - Sooner or Later (I Always Get My Man) écrite par Stephen Sondheim, interprétée par Madonna – Dick Tracy ♕
  - What Can You Lose? écrite par Stephen Sondheim, interprétée par Madonna et Mandy Patinkin – Dick Tracy
- 1992 : Beauty and the Beast interprétée par Céline Dion – La Belle et la Bête (Beauty and the Beast) ♕
  - Be Our Guest interprétée par Jerry Orbach et Angela Lansbury – La Belle et la Bête (Beauty and the Beast)
  - Dreams to dream interprétée par Cathy Cavadini – Fievel au Far West (An American Tail: Fievel Goes West)
  - (Everything I Do) I Do It for You interprétée par Bryan Adams – Robin des Bois, prince des voleurs (Robin Hood: Prince of Thieves)
  - Tears in Heaven interprétée par Eric Clapton – Rush
- 1993 : A Whole New World interprétée par Lea Salonga et Brad Kane – Aladdin ♕
  - Beautiful Maria Of My Soul interprétée par Antonio Banderas et Mambo All-Stars – Les Mambo Kings (The Manbo Kings)
  - Friend Like Me interprétée par Robin Williams – Aladdin
  - Prince Ali interprétée par Robin Williams – Aladdin
  - This Used to Be My Playground écrite par Madonna et Shep Pettibone, interprétée par Madonna – Une équipe hors du commun (A League of Their Own)
- 1994 : Streets of Philadelphia interprétée par Bruce Springsteen – Philadelphia ♕
  - (You Made Me) The Thief Of Your Heart interprétée par Sinéad O'Connor – Au nom du père (In the Name of the Father)
  - Again interprétée par Janet Jackson – Poetic Justice
  - Stay (Faraway, So Close!) interprétée par U2 – Si loin, si proche !
  - The Day I Fall In Love interprétée par Dolly Parton et James Ingram – Beethoven 2 (Beethoven's 2nd)
- 1995 : Can You Feel the Love Tonight interprétée par Elton John – Le Roi lion (The Lion King) ♕
  - The Color of the Night interprétée par Lauren Christy – Color of Night
  - Look What Love Has Done interprétée par Patty Smyth – Junior
  - Circle of Life interprétée par Elton John – Le Roi lion (The Lion King)
  - Far Longer than Forever interprétée par Regina Belle et Jeffrey Osborne – Le Cygne et la Princesse (The Swan Princess)
  - I'll Remember écrite par Patrick Leonard, Madonna et Richard Page, interprétée par Madonna – Avec les félicitations du jury (With Honors)
- 1996 : L'Air du vent interprétée par Vanessa Williams – Pocahontas ♕
  - Have You Ever Really Loved a Woman? interprétée par Bryan Adams – Don Juan DeMarco
  - Hold Me, Thrill Me, Kiss Me, Kill Me interprétée par U2 – Batman Forever
  - Moonlight interprétée par Michael Dees – Sabrina
  - You've Got a Friend in Me interprétée par Randy Newman – Toy Story
- 1997 : You Must Love Me écrite par Tim Rice et Andrew Lloyd Webber, interprétée par Madonna – Evita ♕
  - I Finally Found Someone interprétée par Barbra Streisand et Bryan Adams – Leçons de séduction (The Mirror Has Two Faces)
  - For the First Time interprétée par Kenny Loggins – Un beau jour (One Fine Day)
  - That Thing You Do interprétée par The Wonders – That Thing You Do!
  - Because You Loved Me interprétée par Céline Dion – Personnel et confidentiel (Up Close And Personal)
- 1998 : My Heart Will Go On interprétée par Céline Dion – Titanic ♕
  - Journey to the Past interprétée par Aaliyah – Anastasia
  - Once Upon a December interprétée par Deana Carter – Anastasia
  - Go the Distance interprétée par Roger Bart – Hercule
  - Tomorrow Never Dies interprétée par Sheryl Crow – Demain ne meurt jamais (Tomorrow Never Dies)
- 1999 : The Prayer interprétée par Celine Dion et Andrea Bocelli – Excalibur, l'épée magique (Quest for Camelot)
  - Reflection interprétée par Lea Salonga – Mulan
  - The Mighty interprétée par Sting – Les Puissants (The Mighty)
  - Uninvited interprétée par Alanis Morissette – La Cité des anges (City of Angels)
  - When You Believe interprétée par Whitney Houston et Mariah Carey – Le Prince d'Égypte (The Prince of Egypt) ♕
  - The Flame Still Burns interprétée par Chris Difford, Marti Frederiksen et Mick Jones – Still Crazy : De retour pour mettre le feu (Still Crazy)

### Années 2000
- 2000 : You'll Be in My Heart interprétée par Phil Collins – Tarzan ♕
  - Beautiful Stranger écrite par Madonna et William Orbit, interprétée par Madonna – Austin Powers 2 : L'Espion qui m'a tirée (Austin Powers: The Spy Who Shagged Me)
  - How Can I Not Love You interprétée par Joy Enriquez – Anna et le Roi (Anna and the King)
  - Save Me interprétée par Aimee Mann – Magnolia
  - When She Loved Me interprétée par Sarah McLachlan – Toy Story 2
- 2001 : Things Have Changed chantée par Bob Dylan - Wonder Boys ♕
  - I've Seen It All chantée par Björk - Dancer in the Dark
  - One in a Million chantée par Bosson - Miss Détective (Miss Congeniality)
  - My Funny Friend and Me chantée par Sting - Kuzco, l'empereur mégalo (The Emperor's New Groove)
  - When You Come Back to Me Again chantée par Garth Brooks - Frequency
- 2002 : Until... chantée par Sting - Kate et Léopold
  - May It Be chantée par Enya - Le Seigneur des anneaux : La Communauté de l'anneau (The Lord of the Rings: The Fellowship of the Ring)
  - Come What May chantée par Nicole Kidman et Ewan McGregor - Moulin Rouge
  - Vanilla Sky chantée par Paul McCartney - Vanilla Sky
  - There You'll Be chantée par Faith Hill - Pearl Harbor
- 2003 : The Hands That Built America écrite par U2 - Gangs of New York
  - Lose Yourself écrite par Eminem - 8 Mile ♕
  - Die Another Day écrite par Madonna et Mirwais Ahmadzaï, interprétée par Madonna - Meurs un autre jour (Die Another Day)
  - Here I Am écrite par Bryan Adams - Spirit, l'étalon des plaines (Spirit: Stallion of the Cimarron)
  - Father and Daughter écrite par Paul Simon - La Famille Delajungle (The Wild Thornberrys)
- 2004 : Into the West écrite par Annie Lennox - Le Seigneur des anneaux : Le Retour du roi (The Lord of the Rings : The Return of the King) ♕
  - Man of the Hour écrite par Pearl Jam - Big Fish
  - You Will Be My Own True Love écrite par Alison Krauss et Sting - Retour à Cold Mountain (Cold Mountain)
  - Time Enough for Tears écrite par Andrea Corr - In America
  - The Heart of Every Girl écrite par Elton John - Le Sourire de Mona Lisa (Mona Lisa Smile)
- 2005 : Old Habits Die Hard écrite par Mick Jagger - Irrésistible Alfie (Alfie)
  - Accidentally in Love écrite par Counting Crows - Shrek 2
  - Believe écrite par Josh Groban - Le Pôle express (The Polar Express)
  - Learn to Be Lonely écrite par Minnie Driver - Le Fantôme de l'Opéra (The Phantom of the Opera)
  - Million Voices écrite par Wyclef Jean - Hotel Rwanda
- 2006 : A Love That Will Never Grow Old interprétée par Emmylou Harris - Le Secret de Brokeback Mountain (Brokeback Mountain)
  - Christmas in Love - Christmas in Love
  - Wunderkind écrite et interprétée par Alanis Morissette - Le Monde de Narnia : Le Lion, la Sorcière blanche et l'Armoire magique (The Chronicles of Narnia: The Lion, the Witch and the Wardrobe)
  - There's Nothing Like a Show on Broadway - Les Producteurs (The Producers)
  - Travelin' Thru interprétée par Dolly Parton - Transamerica
- 2007 : The Song of the Heart interprétée par Prince Rogers Nelson - Happy Feet
  - A Father's Way interprétée par Seal - À la recherche du bonheur (The Pursuit of Happyness)
  - Listen interprétée par Beyoncé Knowles - Dreamgirls
  - Never Gonna Break My Faith interprétée par Bryan Adams - Bobby
  - Try Not To Remember interprétée par Sheryl Crow - Home of the Brave
- 2008 : Guaranteed interprétée par Eddie Vedder - Into the Wild
  - Despedida interprétée par Shakira - L'Amour aux temps du choléra (Love In the Time of Cholera)
  - Grace is Gone interprétée par Jamie Cullum - Grace is Gone
  - That's How You Know interprétée par Amy Adams - Il était une fois (Enchanted)
  - Walk Hard interprétée par John C. Reilly - Walk Hard - L'histoire de Dewey Cox (Walk Hard: The Dewey Cox Story)
- 2009 : The Wrestler écrite et interprétée par Bruce Springsteen - The Wrestler
  - I Thought I Lost You interprétée par Miley Cyrus et John Travolta - Volt, star malgré lui (Bolt)
  - Once in a Lifetime interprétée par Beyoncé Knowles - Cadillac Records
  - Gran Torino interprétée par Jamie Cullum - Gran Torino
  - Down to Earth écrite et interprétée par Peter Gabriel - WALL-E (WALL-E)

### Années 2010
- 2010[4] : The Weary Kind écrite par Ryan Bingham et T Bone Burnett - Crazy Heart ♕
  - Cinema italiano écrite par Maury Yeston et interprétée par Kate Hudson - Nine
  - (I Want To) Come Home écrite et interprétée par Paul McCartney - Everybody's Fine
  - I See You interprétée par Leona Lewis - Avatar
  - Winter écrite et interprétée par U2 - Brothers
- 2011[5] : You Haven't Seen the Last of Me écrite par Diane Warren et interprétée par Cher - Burlesque
  - Bound To You écrite par Samuel Dixon et interprétée par Christina Aguilera et Sia Furler - Burlesque
  - Coming Home écrite et interprétée par Bob DiPiero, Tom Douglas, Hillary Lindsey et Troy Verges - Country Strong
  - I See The Light écrite par Alan Menken et Glenn Slater et interprétée par Mandy Moore et Zachary Levi - Raiponce (Tangled)
  - There's A Place For Us écrite et interprétée par Hillary Lindsey, Carrie Underwood et David Hodges - Le Monde de Narnia : L'Odyssée du Passeur d'Aurore (Chronicles Of Narnia: The Voyage Of The Dawn Treader)
- 2012[6] : Masterpiece écrite par Madonna, Julie Frost et Jimmy Harry, interprétée par Madonna - W.E.
  - Hello Hello écrite par Elton John et interprétée par Lady Gaga - Gnoméo et Juliette (Gnomeo & Juliet)
  - The Keeper écrite et interprétée par Chris Cornell - Machine Gun Preacher
  - Lay Your Head Down interprétée par Sinéad O'Connor - Albert Nobbs
  - The Living Proof interprétée par Mary J. Blige - La Couleur des sentiments (The Help)
- 2013 : Skyfall interprétée par Adele – Skyfall ♙
  - Not Running Anymore interprétée par Jon Bon Jovi – Stand Up Guys
  - For You interprétée par Keith Urban – Act of Valor
  - Safe & Sound interprétée par Taylor Swift et The Civil Wars – Hunger Games
  - Suddenly interprétée par Hugh Jackman – Les Misérables ♙
- 2014 : Ordinary Love interprétée par U2 – Mandela : Un long chemin vers la liberté (Mandela : Long Walk to Freedom)
  - Atlas interprétée par Coldplay et Michael McDevitt – Hunger Games : L'Embrasement (The Hunger Games : Catching Fire)
  - Let It Go interprétée par Idina Menzel – La Reine des neiges (Frozen)
  - Please Mr. Kennedy interprétée par Oscar Isaac, Justin Timberlake et Adam Driver – Inside Llewyn Davis
  - Sweeter Than Fiction (en) interprétée par Taylor Swift – One Chance
- 2015 : Glory interprétée par John Legend featuring Common – Selma
  - Big Eyes interprétée par Lana Del Rey – Big Eyes
  - Mercy Is interprétée par Patti Smith – Noé (Noah)
  - Opportunity interprétée par Sia – Annie
  - Yellow Flicker Beat interprétée par Lorde – Hunger Games : La Révolte, partie 1 (The Hunger Games: Mockingjay)
- 2016 : Writing's on the Wall interprétée par Sam Smith – 007 Spectre (Spectre)
  - Love Me like You Do interprétée par Ellie Goulding – Cinquante nuances de Grey (Fifty Shades of Grey)
  - One Kind of Love interprétée par Brian Wilson – Love and Mercy
  - See You Again interprétée par Wiz Khalifa et Charlie Puth – Fast and Furious 7 (Furious 7)
  - Simple Song #3 interprétée par Sumi Jo – Youth
- 2017 : City of Stars (Justin Hurwitz, Pasek and Paul) – La La Land ♕
  - Can't Stop the Feeling! (Max Martin, Shellback et Justin Timberlake) – Les Trolls
  - Faith (Ryan Tedder, Stevie Wonder et Francis Farewell Starlite) – Tous en scène
  - Gold (Stephen Gaghan, Danger Mouse, Daniel Pemberton et Iggy Pop) – Gold
  - How Far I'll Go (Lin-Manuel Miranda) – Vaiana : La Légende du bout du monde
- 2018 : This is Me (Benj Pasek, Justin Paul) – The Greatest Showman
  - Home (Nick Jonas, Justin Tanter et Nick Monson) – Ferdinand
  - Mighty River (Raphael Saadiq, Mary J. Blige et Taura Stinson) – Mudbound
  - Remember Me (Kristen Anderson-Lopez et Robert Lopez) – Coco
  - The Star (Mariah Carey et Marc Shaiman) – L'Étoile de Noël
- 2019 : Shallow (Lady Gaga, Mark Ronson, Anthony Rossomando & Andrew Wyatt) – A Star Is Born ♕
  - All the Stars (Top Dawg, Kendrick Lamar, Al Shux, Sounwave & SZA) - Black Panther
  - Girl in the Movies (Dolly Parton & Linda Perry) - Dumplin'
  - Requiem For A Private War (Annie Lennox) - A Private War
  - Revelation (Jónsi & Troye Sivan, Leland) - Boy Erased

### Années 2020
- 2020 : (I'm Gonna) Love Me Again (Elton John et Bernie Taupin) dans Rocketman
  - Beautiful Ghosts (Taylor Swift et Andrew Lloyd Webber) dans Cats
  - Into the Unknown (Kristen Anderson-Lopez et Robert Lopez) dans La Reine des neiges 2 (Frozen II)
  - Spirit (Beyoncé, Ilya Salmandazeh et Labrinth) dans Le Roi Lion (The Lion King)
  - Stand Up (Cynthia Erivo et Joshuah Brian Campbell) dans Harriet
- 2021 : Io sì (Seen) dans La Vie devant soi (La vita davanti a sé) - Laura Pausini et Niccolò Agliardi
  - Hear My Voice dans Les Sept de Chicago (The Trial of the Chicago 7) - Celeste
  - Fight for You dans Judas and the Black Messiah - H.E.R.
  - Speak Now dans One Night in Miami - Sam Ashworth
  - Tigress & Tweed dans Billie Holiday : Une affaire d'État (The United States vs. Billie Holiday) - Andra Day et Raphael Saadiq
- 2022 : No Time to Die (Billie Eilish et Finneas O'Connell) – Mourir peut attendre (No Time to Die) ♕
  - Be Alive (Dixson, Beyoncé) – La Méthode Williams (King Richard)
  - Dos Oruguitas (Lin-Manuel Miranda) – Encanto : La Fantastique Famille Madrigal (Encanto)
  - Down to Joy (Van Morrison) – Belfast
  - Here I Am (Singing My Way Home) (Carole King, Jennifer Hudson et Jamie Hartman) – Respect
- 2023 : Naatu Naatu (M. M. Keeravani, Kaala Bhairava et Rahul Sipligunj) – RRR
  - Carolina (Taylor Swift) – Là où chantent les écrevisses
  - Ciao Papa (Alexandre Desplat, Roeban Katz, et Guillermo del Toro) – Pinocchio
  - Hold My Hand (Lady Gaga, BloodPop et Benjamin Rice) – Top Gun : Maverick
  - Lift Me Up (Tems, Rihanna, Ryan Coogler et Ludwig Göransson) – Black Panther: Wakanda Forever

- 2024 : What Was I Made For? (Billie Eilish O'Connell, Finneas O'Connell) - Barbie
  - Addicted to Romance (Bruce Springsteen) - She Came to Me
  - Dance the Night (Mark Ronson, Andrew Wyatt, Dua Lipa, Caroline Ailin) - Barbie
  - I'm Just Ken (Mark Ronson, Andrew Wyatt) - Barbie
  - Peaches (Jack Black, Aaron Horvath, Michael Jelenic, Eric Osmond, John Spiker) - Super Mario Bros. le film
  - Road to Freedom (Lenny Kravitz) - Bayard Rustin (Rustin)

- 2025 : El Mal (Camille et Clément Ducol) - Emilia Pérez
  - Beautiful That Way (Andrew Wyatt, Miley Cyrus et Lykke Zachrisson) - The Last Showgirl
  - Compress/Repress (Trent Reznor, Atticus Ross et Luca Guadagnino) - Challengers
  - Forbidden Road (Robbie Williams, Freddy Wexler et Sacha Skarbek) - Better Man
  - Kiss the Sky (Jordan K. Johnson, Stefan Johnson, Maren Morris, Michael Pollack et Ali Tamposi) - Le Robot sauvage (The Wild Robot)
  - Mi Camino (Camille et Clément Ducol) - Emilia Pérez